# Chromoxid tupý
Chromoxid tupý je zelený pigment olejového nebo temperového rázu. Chemicky se jedná o oxid chromitý. Je stálý i ve směsích se všemi pigmenty, dobře kryje a je velmi vydatný. Absorbuje 30 % oleje. V umělecké malbě je užíván od roku 1862. Za cenné jsou považovány[kým?] jeho tmavé odstíny. Jeho číselný kód je 1078.